# À Punt
|  | Aquest article tracta sobre el canal de televisió valencià. Vegeu-ne altres significats a «À Punt (desambiguació)». |

À Punt és la marca del principal canal de televisió de la Corporació Valenciana de Mitjans de Comunicació (CVMC), en substitució de Canal Nou, de Radiotelevisió Valenciana (RTVV). Els canals de televisió, així com les emissores de ràdio emeten dins del múltiplex que usava anteriorment RTVV.
Tot i la previsió de reciprocitat en l'emissió dels canals de ràdio i televisió de la CVMC amb els canals públics de Catalunya TV3 (CCMA) i les Illes Balears IB3 (EPRTVIB), el govern espanyol de Pedro Sánchez n'impedí la reciprocitat.

## Història

### Antecedents
El 29 de novembre de 2013, Alberto Fabra, president de la Generalitat Valenciana del 2011 al 2015, va anunciar el tancament de Canal 9 i Nou Ràdio de la Radiotelevisió Valenciana. Ho va fer després d'un endeutament de 1.300 milions d'euros, de continuats escàndols de censura i manipulació, i d'una gestió dels recursos públics i professionals que va accelerar el desencant per una televisió amb contingut sensacionalista i que no va donar espai a fets rellevants de l'època, com el cas Gürtel de corrupció del PP o veus als familiars de les víctimes de l'accident de metro a València del 2006. Després de la sentència del Tribunal Superior de Justícia de la Comunitat Valenciana que obligava a readmetre per vulneració dels drets fonamentals les mil professionals acomiadades en un expedient de regulació d'ocupació, es van aturar les emissions, sota el pretext, sostingut pel Partit Popular, que la RTTV no importava i no funcionava.
L'estiu de 2015, el nou govern valencià de Ximo Puig inicià els tràmits per reobrir Canal Nou, a l'espera d'aprovar a les Corts Valencianes un model definitiu. La televisió provisional emetria sense a penes treballadors, continguts ja enregistrats, pel·lícules o sèries que Canal 9 ja tenia adquirides, i s'anomenaria Canal GVA (Canal Generalitat Valenciana), simulant el canal de comunicació i emissió de rodes de premsa de la Generalitat. El 25 de setembre de 2015, durant uns minuts, als antics 3 canals de la TDT de RTVV van tornar a aparèixer les antigues cortinetes de RTVV, vigents del 2010 al 2013, i el 6 d'octubre va aparèixer una carta d'ajust amb la Reial Senyera. Finalment, a causa de problemes legals, Canal GVA no va poder emetre el 9 d'Octubre.

### Creació
El 14 de juliol de 2016 les Corts aprovaren amb 64 vots a favor —PSPV-PSOE, Compromís, Podem i Ciutadans— i 26 abstencions —PPCV— la proposició de llei d'obertura de la Corporació Valenciana de Mitjans de Comunicació. La llei recullí que est ens havia de tindre tres canals, encara que no arribava a especificar ni els noms ni la data d'inici de les emissions.

El 8 de març de 2017, la Corporació Valenciana de Mitjans de Comunicació donà a conèixer el nom del seu primer canal de televisió. Este nom, ideat per l'agència Aftershare —de la qual el publicista Risto Mejide és soci—, es va seleccionar d'entre 82 propostes. L' «À» fou elegida per ser una lletra present en el nom de les tres províncies, per ser la primera lletra de l'alfabet llatí (fent donar connotació d'inici) i l'accent obert per ser característic del valencià. D'altra banda, el 26 de juliol es va aprovar la carta de valors per als continguts infantils i juvenils

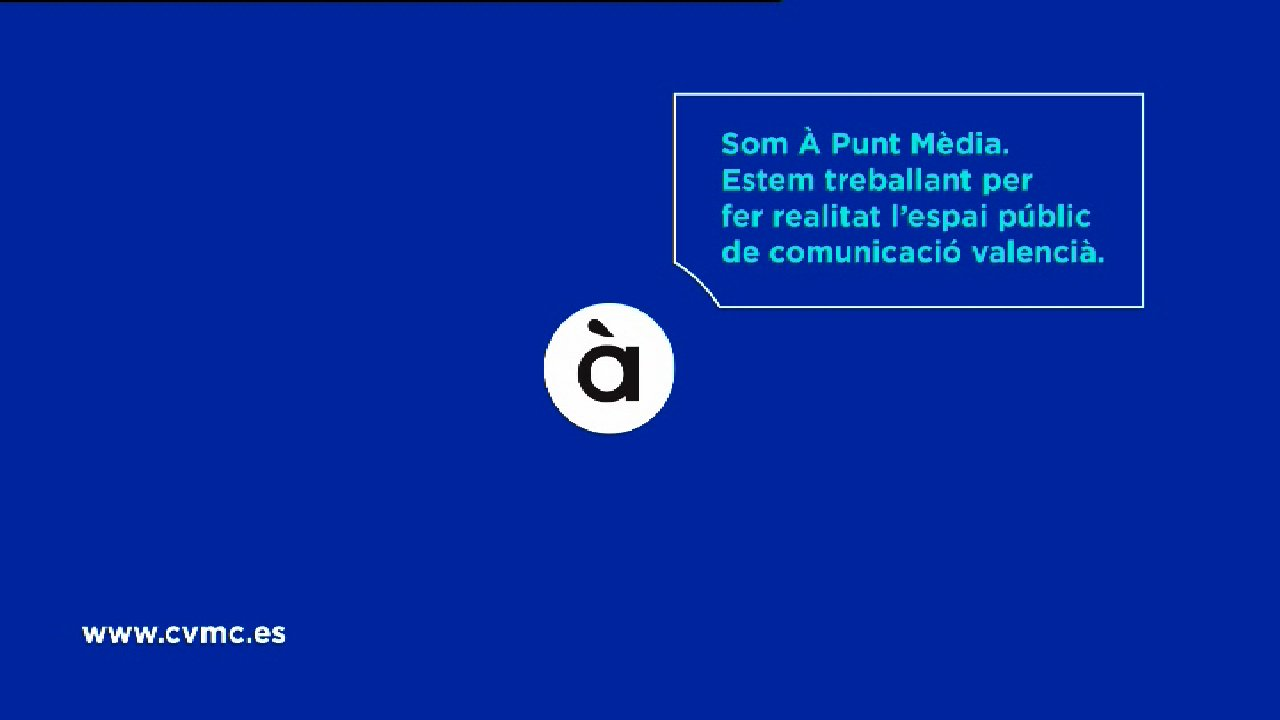
Carta d'ajust provisional emesa des del 30 d'agost de 2017 pels canals de TDT de la Generalitat Valenciana, en presentar-se la imatge corporativa.

El 30 d'agost de 2017, els teleespectadors van poder veure, per primera vegada, la carta d'ajust que presentà el nom de la nova cadena autonòmica valenciana. Sobre un fons blau i amb tot el text en valencià, anuncià sobre un rectangle groc i lletres negres «Som À Punt Media». Fins aquell dia, a la carta d'ajust se podia veure el logo de la CVMC, essent reanomenats els 3 canals de l'extinta RTVV a la TDT com a CVMC 1, CVMC 2 i CVMC 3, i a finals de desembre s'emetia À Punt Ràdio a través de l'emissió de la carta d'ajust als 3 canals.
El 23 de novembre de 2017, el consell rector de la Corporació Valenciana de Mitjans de Comunicació va aprovar per unanimitat els primers continguts per a la televisió. La proposta triada per al magazín matinal és la formada per les productores Mecomlys, Lavinia i Factoria, de 130 programes de 210 minuts. Es considerà que els continguts de la proposta s'ajustaven als criteris específics indicats en la crida del 19 de setembre de 2017: presència en tot el País Valencià mitjançant connexions en directe; continguts d'actualitat, de servici públic; participació ciutadana i de col·lectius socials; seccions fixes relacionades amb la salut, el consum, el medi ambient, la integració social, l'educació, el camp, la cuina i l'oratge, i la participació de públic en plató. El magazín feu una clara aposta de televisió en directe que vertebra el territori i que dona veu al poble valencià. A més, proposà abordar les temàtiques en profunditat i amb afany divulgatiu. En este sentit era el millor projecte presentat a la crida.

### Inici d'emissions
El 18 de desembre de 2017 s'iniciaren les retransmissions de dibuixos pel web d'À Punt, amb Doraemon, Hamtaro i Detectiu Conan.
El 25 de febrer de 2018 a les 19:45 hores, À Punt realitzà la seua primera retransmissió en streaming, l'acte de la Crida de les falles de València. El mes de març de 2018, À Punt va retransmetre en streaming totes les mascletades i a la 1.00 hores del 20 de març, retransmeté la cremà de la falla municipal de la ciutat de València.
El 25 d'Abril de 2018, començaren les emissions en període de proves del primer canal de la Corporació Valenciana de Mitjans de Comunicació, amb continguts de l'arxiu de RTVV (documentals, partides de pilota valenciana i certàmens de bandes de música), i de la pàgina web (programació infantil), tot això entre les 8.00 i les 22.30 hores. Les emissions del primer dia començaren amb el contenidor infantil Els Bíters, seguit de la sèrie de titelles Júlia i Gilbert, Catacric, catacrac, la sèrie Doraemon, i, més tard, altres continguts i documentals de Canal 9 i Punt 2.
El 25 d'abril es va estrenar també una nova carta d'ajust, en què s'escoltava la ràdio durant el fi d'emissions.
El 12 de maig es va realitzar la retransmissió en streaming de l'acte de la Federació de Societats Musicals de la Comunitat Valenciana (FSMCV) a la plaça de bous d'Alacant, que va reunir més de 4.000 estudiants de diferents escoles de música de tota la comunitat.
La primera retransmissió en directe va ser el partit entre el València CF i l'Al-Nassr FC, el dia 9 de maig de 2018 a les 17.40 hores. La primera persona que va aparèixer a À Punt va ser Clara Castelló a l'acte del 50é aniversari de la FSMCV, el 29 de maig de 2018 a les 21.20 hores, en el qual 20.000 músics bateren 10 rècords Guinness a l'Estadi de Mestalla.
D'altra banda, la proposta de Mediterráneo Media i Secuoya és la triada per al magazín televisiu de la vesprada. La proposta, que inclou 130 programes de 240 minuts, s'ajusta als criteris especificats en la crida, entre els quals: presència en tot el territori mitjançant connexions en directe amb diferents tipus de continguts, una taula de debat, reportatges, entrevistes, tertúlia, humor i seccions relacionades amb la cultura, la societat, les festes, la música i l'autopromoció. El projecte incidia sobretot en l'enfocament humà dels continguts, fugint dels vessants més informatius o institucionals.
El Consell Rector també va aprovar la proposta de Desmesura Films-VITV, una proposta de 130 programes de 35 minuts. La idoneïtat d'este concurs de preguntes i respostes vingué donada per una escaleta i una mecànica molt senzilles, que fan que el format siga molt accessible per a qualsevol tipus de públic. És una adaptació d'un format nacional, només estrenat en cadenes autonòmiques. Cal destacar que les diferents proves que componen el format combinen entreteniment i cultura. El concurs combina les qüestions de caràcter general amb una presència molt important de preguntes de proximitat amb l'objectiu de promoure la difusió de la cultura pròpia i la riquesa mediambiental del País Valencià. El format fou testat per IB3 Televisió, Aragón TV, ETB i Telemadrid amb molt bons resultats d'audiència.
Es va aprovar també recuperar el programa Trau la llengua de l'antiga Radiotelevisió Valenciana, amb Eugeni Alemany, ja que mentre l'audiència queia en picat, en les últimes raneres de l'antiga RTVV (amb xifres que no arribaven ni al 6% de quota de pantalla), Trau la llengua rebentava la tendència amb un 14% de l'audiència. La direcció d'À Punt decidí tornar a les pantalles valencianes el reeixit programa, presentat en aquell moment per Eugeni Alemany.
Finalment, el Consell Rector també va aprovar compres de producció aliena: un paquet amb una oferta molt variada i que abraçava tots els públics infantils. I un segon paquet, que prové de la Federació d'Organismes de Ràdio i Televisió Autonòmics, de 14 sèries d'animació infantil.
El 2018 es plantejà canviar els horaris tractant d'acabar els programes de màxima audiència abans de la mitjanit. També es plantejà tindre bones relacions amb els canals de TDT locals i comarcals per a col·laborar mútuament amb possibilitats de coproduir continguts. Així mateix, durant el mes de maig, es convocà per al 13 de juny una sessió curta de propostes universitàries audiovisuals per a la cadena. El 10 de juny de 2018, arrancaren les emissions regulars amb la programació definitiva durant les 24 hores. El fet es produí a les 14.30 hores amb un informatiu de 45 minuts presentat per Adelaida Ferre i Vanessa Gregori.

### Trajectòria
L'audiència d'À Punt no es va mesurar fins a l'octubre de 2018, quatre mesos després de l'inici d'emissions. Tot i que la primera setmana del mes s'arribara al 2,4% d'audiència, a partir de la segona setmana, passada el Nou d'Octubre, sols aplegaria al 1,4%, lluny de l'objectiu marcat per la direcció del 4%.
Cap a finals del primer any, l'audiència mitjana de l'emissora era del 2%, amb Doraemon liderant l'audiència amb el 6% de share.
L'estiu de 2019, l'emissora augmentà la seua audiència amb una quota del 2,4%. Per a la temporada de tardor i hivern canvià la graella televisiva amb més espais informatius i estrenà una nova temporada per al programa d'humor Assumptes Interns.
Amb tot, des que van començar les transmissions a À Punt, en juny de 2018, els informatius són de producció pròpia, aproximadament el 9% de la programació, però la resta d’àrees estan externalitzades entre més de vint productores diferents, entre elles Mediapro, Grupo Secuoya o Lavinia, que té com a conseqüències un desencant generalitzat amb l'estructura, les condicions laborals i les línies estratègiques.
Alfred Costa fou elegit director d'À Punt el febrer de 2020, després de tres votacions, fins que finalment obtingué la majoria necessària. A finals de 2022, À Punt tenia una mitjana d'audiència superior a La Sexta i La 2. El març de 2023 À Punt aconsegueix el seu màxim d'audiència mensual, amb el 4,4% del share. L'octubre del 2023 es presenta la primera programació després de les Eleccions a les Corts Valencianes del 2023, on es va decidir suprimir la programació infantil.
El 20 de novembre de 2024 Alfred Costa va dimitir com a director general d'À Punt per motius personals, després que es fes públic que el president de la Generalitat hauria oferit a Maribel Vilaplana la direcció del mitjà. Sota la seva direcció i amb la cobertura informativa sobre la gota freda de 2024 al País Valencià, la Diada Nacional del País Valencià i la manifestació que va tenir lloc pels carrers de València el dissabte 9 de novembre, en la qual van participar 130.000 persones, À Punt havia dissipat els fantasmes de Canal 9, que havia tingut un paper fonamental en el silenciament de les crítiques en episodis catastròfics similars com ara l'accident de metro a València del 2006, en el qual van morir 43 persones.

## Programació

### Inicis
À Punt Directe fou un magazín emès des dels inicis de les emissions, el 10 de juny de 2018, fins al 18 de desembre del 2020. D'horari vespertí, oferia notícies i debats. Entre les seues seccions s'hi trobava «L'antenista», una secció un on antenista sintonitzava la televisió d'À Punt en diferents domicilis valencians. A partir de la temporada de tardor 2019-2020, deixà a banda la informació i el debat, per dedicar-se exclusivament a l'entreteniment i als esdeveniments de proximitat. El Dia À Punt (2020-present) és un magazín diari d'actualitat.
Entre el espais televisius de la cadena destaquen: els programes d'entreteniment Atrapa'm si pots (2018-present) i Duel de Veus (2021); les sèries de producció pròpia Açò és un destarifo (2018-present), Diumenge Paella (2020), La forastera (2019), Parany (2019) i La Vall (2018); i les sèries estrangeres Stargate i Les dones de Bletchley. Alguns dels presentadors més coneguts de la casa són: Eugeni Alemany, Àlex Blanquer, Òscar Tramoyeres, Clara Castelló, Ferran Cano, Gemma Juan, Ximo Rovira, Maria Fuster, Màxim Huerta, Òscar Martínez, David Albelda i Ricard Camarena.
À Punt Notícies, acurtat com À Punt NTC són els serveis informatius d'À Punt Mèdia. El gener del 2021, la cadena va incorporar un contenidor infantil anomenat La Colla. Dos anys i mig després va ser eliminat de la graella.

## Audiències
Evolució de la quota de pantalla mensual.
|      | Gener | Febrer | Març | Abril | Maig | Juny | Juliol | Agost | Setembre | Octubre | Novembre | Desembre | Mitjana anual |
| ---- | ----- | ------ | ---- | ----- | ---- | ---- | ------ | ----- | -------- | ------- | -------- | -------- | ------------- |
| 2018 | -     | -      | -    | -     | -    | -    | -      | -     | -        | 1,2%    | 1,4%     | 1,3%     | 1,4%          |
| 2019 | 1,3%  | 1,5%   | 2,5% | 1,9%  | 2,2% | 2,0% | 2,3%   | 2,5%  | 2,7%     | 2,3%    | 1,9%     | 2,2%     | 2,1%          |
| 2020 | 2,5%  | 1,9%   | 3,2% | 3,3%  | 3,2% | 2,9% | 2,6%   | 2,5%  | 3,0%     | 3,5%    | 3,7%     | 3,8%     | 3,0%          |
| 2021 | 3,6%  | 3,2%   | 3,6% | 3,7%  | 4,0% | 3,6% | 2,8%   | 2,8%  | 3,4%     | 3,0%    | 3,4%     | 3,2%     | 3,4%          |
| 2022 | 2,9%  | 2,9%   | 3,9% | 3,0%  | 3,0% | 3,2% | 2,7%   | 3,2%  | 3,3%     | 3,1%    | 3,3%     | 3,0%     | 3,1%          |
| 2023 | 3,6%  | 3,7%   | 4,4% | 2,9%  | 3,2% | 3,1% | 2,4%   | 2,2%  | 3,0%     | 2,5%    | 2,5%     | 2,2%     | 3,0%          |
| 2024 | 2,3%  | 2,3%   | 3,0% | 2,0%  | 2,0% | 2,1% | 1,7%   | 2,0%  | 2,6%     | 3,7%    | 4,4%     | 2,7%     | 2,6%          |
| 2025 | 3,0%  | 3,0%   | 4,7% | 2,5%  | 2,4% | 2,5% | 2,4%   | 2,4%  |          |         |          |          |               |

## Logotips

2017-present.